# Maella
Maella település Spanyolországban,  Zaragoza tartományban. Maella Batea, Caseres, Fabara, Calaceite, Mazaleón, Caspe és Alcañiz községekkel határos. Lakosainak száma 2089 fő (2024).

## Népesség
A település népessége az utóbbi években az alábbiak szerint változott:
| Lakosok száma | 2123 | 2025 | 2051 | 2027 | 1986 | 1958 | 2004 | 1985 | 2097 | 2089 |
|               | 2001 | 2004 | 2007 | 2009 | 2012 | 2014 | 2017 | 2019 | 2022 | 2024 |